# Broncorrea
Con il termine broncorrea ci si riferisce alla produzione nel corso di 24 ore di una quantità superiore ai 100 ml di espettorato acquoso.
I bronchi secernono normalmente muco, ma i soggetti affetti da broncorrea presentano una anomala produzione e secrezione, la quale comporta un espettorato abbondante ed anormale.

## Etimologia
Il termine broncorrea deriva dalla lingua greca ed in particolare dalla parola βρόγχος, che significa bronco e da ῥήω, che significa fluire.

## Anatomia
A livello dell'albero bronchiale il muco, costituito da una miscela di secrezioni, è prodotto dalle ghiandole sottomucose, dalle cellule caliciformi (note anche come goblet cells, la cui unica funzione è quella di secernere mucina, che si scioglie in acqua per formare muco) e da altre cellule superficiali.
Il muco svolge diversi ed importanti ruoli sulle vie respiratorie. Agisce come antibatterico e come umidificante dell'aria inspirata ed è fondamentale per la clearance mucociliare delle vie respiratorie, cioè quel sistema protettivo delle vie aeree superiori che mettendo in movimento il sottile strato di muco che riveste la mucosa, allontana germi patogeni, irritanti e sostanze pericolose sospese nel pulviscolo aereo.

## Cause
La bronchite cronica, l'asma bronchiale, le bronchiectasie (dilatazioni dei bronchi), gli ascessi polmonari e le fistole broncopleuriche sono una causa comune.
Altre cause sono rappresentate dalla contusione polmonare, dalla tubercolosi bronchiale, da avvelenamento da organofosfati ed altri veleni. Anche l'ipotermia severa può causare broncorrea.

Il carcinoma broncoalveolare od alcuni carcinomi metastatizzati a livello dell'albero bronchiale possono essere alla base di broncorrea massiva.

Infine non è raro lo sviluppo di broncorrea come sequela di un ictus ischemico, in particolare se coinvolgente il midollo spinale dorsale. In questo caso la broncorrea potrebbe essere mediata da un meccanismo di tipo parasimpatico che risponde in genere in modo soddisfacente al trattamento anticolinergico.

## Trattamento
- Gefitinib (fattore di crescita dell'epidermide inibitore del recettore tirosin chinasico)[8][9][10][11][12]
- Indometacina[13][14][15]
- Corticosteroidi[16]
- Octreotide[17]
- Radioterapia[18]